# Miles Taylor
Miles Taylor es un exfuncionario gubernamental estadounidense de las administraciones de George W. Bush y Donald Trump conocido por sus críticas, en un primer momento anonimal, a Donald Trump. Fue un designado de la administración Trump que sirvió en el Departamento de Seguridad Nacional de los Estados Unidos desde 2017 hasta 2019, incluso como jefe de personal del Departamento de Seguridad Nacional (DHS) durante el mandato de la secretaria Kirstjen Nielsen y el secretario interino Kevin McAleenan. Fue reclutado por primera vez en el departamento por el exsecretario del DHS y jefe de personal de la Casa Blanca, John Kelly, como su asesor principal.
En 2018, tras ser nombrado jefe adjunto de personal del DHS, Taylor escribió en The New York Times el artículo de opinión I Am Part of the Resistance Inside the Trump Administration (Soy parte de la resistencia dentro de la Administración Trump) bajo el seudónimo "Anonymous", que llamó la atención por sus críticas a Trump. En 2019, publicó el libro A Warning, revelándose posteriormente como "Anonymous" en octubre de 2020 mientras hacía campaña contra la reelección de Donald Trump.
En agosto de 2020, mientras estaba en excedencia de su trabajo en Google, produjo un anuncio para Republican Voters Against Trump, denunciando a Trump y apoyando a Joe Biden en las elecciones presidenciales de 2020. Taylor fue el primer exfuncionario de la administración Trump que respaldó a Joe Biden.

## Juventud y educación
Taylor creció en La Porte (Indiana), donde fue campeón de debate del estado de Indiana, y se graduó como mejor alumno del instituto La Porte en 2006. Mientras estudiaba en el instituto, trabajó como paje en la Cámara de Representantes de EE. UU. en Washington, D. C. Se licenció en estudios de seguridad internacional en la Universidad de Indiana Bloomington, a la que asistió como becario de Harry S. Truman y Herman B. Wells. En su último año, recibió la primera beca presidencial para estudiantes de la IU y recibió el premio Elvis J. Stahr, que se concede a los mejores estudiantes de la universidad.
Taylor obtuvo un MPhil en Relaciones Internacionales en el New College de Oxford, al que asistió como becario Marshall en 2012.

## Carrera
La decisión de Taylor de hacer carrera en el gobierno estuvo motivada en gran medida por los atentados del 11 de septiembre de 2001, al afirmar que "quería centrar toda mi vida profesional en asegurarme de que un día como ése no volviera a ocurrir, y dedicar mi carrera a lo que yo creía que era la misión de este país, y que es el avance de la libertad humana".
En 2007, mientras estaba en la universidad, Taylor hizo prácticas en la oficina del Secretario de Defensa y en el despacho del Vicepresidente Dick Cheney. En 2008, trabajó como coordinador de libros informativos en el Departamento de Seguridad Nacional para el Secretario Michael Chertoff y el Subsecretario Paul A. Schneider. En 2009, trabajó como pasante de política regional para el Departamento de Defensa.
Taylor fue un cargo político en la administración de George W. Bush. Trabajó en el Comité de Asignaciones de la Cámara de Representantes y luego en el Departamento de Seguridad Nacional, donde formó parte del personal del presidente Michael McCaul. Taylor fue el principal redactor de discursos de McCaul y asesor de seguridad nacional en materia de antiterrorismo y política exterior. También fue el jefe de personal de la mayoría del grupo de Trabajo del Congreso sobre la lucha contra los viajes de terroristas y combatientes extranjeros. En 2015, fue nombrado Penn Kemble Fellow por la National Endowment for Democracy. 

### Departamento de Seguridad de Patria y "Anónimo"

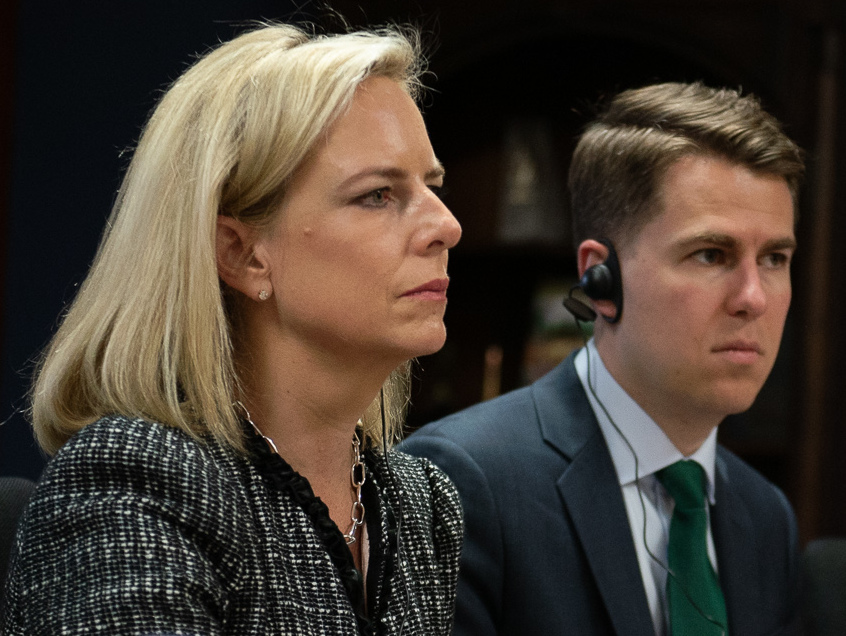
Taylor con el entonces secretario del departamento Nielsen (2018)

Taylor se incorporó al Departamento de Seguridad Nacional (DHS) en febrero de 2017, cuando John Kelly, posteriormente Jefe de Gabinete de la Casa Blanca, era Secretario de Seguridad Nacional. Taylor fue jefe de personal adjunto del DHS y asesor principal de Kelly. Más tarde fue jefe de personal del DHS hacia el final del mandato de la secretaria Kirstjen Nielsen y el comienzo del secretario en funciones Kevin McAleenan. Taylor describió una versión de las restricciones de viaje de la administración Trump como "dura" pero "a medida". Al parecer, se enfrentó a otros funcionarios para tratar de limitar el número de países afectados por ella. También participó en debates sobre las políticas de inmigración de la administración Trump. Más tarde calificó la política de separación de familias de la administración Trump como una "muestra enfermiza de mal juicio".
Taylor fue autor de un artículo de opinión anonimoen The New York Times en septiembre de 2018, "Soy parte de la resistencia dentro de la Administración Trump". En este firmó que, en abril de 2019, había presenciado personalmente cómo el presidente Trump ofrecía al personal de Seguridad Nacional indultos federales por cualquier proceso penal derivado de sus acciones para detener la inmigración ilegal en Estados Unidos, y fue en ese momento cuando Taylor decidió dimitir del Departamento. Dejó el DHS en junio de 2019, y publicó de forma anónima un libro de titulado A Warning que describiía la inestabilidad dentro de la Casa Blanca y la administración Trump. USA Today calificó el libro como "un retrato mordaz de un presidente y una administración en el caos", y The Washington Post escribió que el libro no tiene "ningún paralelo histórico moderno para un relato de primera mano de un presidente en funciones escrito en forma de libro por un autor anónimo". Llegó al número uno de la lista de los más vendidos del New York Times.
En un principio, Taylor negó ser "Anónimo" en varias entrevistas. Después de reconocer que era "Anonymous", dijo que debía un mea culpa a esos periodistas, pero señaló que, como "Anonymous", siempre dijo que "al final saldría con mi propio nombre". En un debate en línea tras la publicación de "A Warning", respondió a preguntas de forma anónima y dijo que revelaría su identidad en los próximos meses antes de las elecciones de 2020. También se comprometió a donar la mayor parte de los ingresos a organizaciones sin ánimo de lucro como la Asociación de Corresponsales de la Casa Blanca. Sobre su decisión de no revelar su identidad, Taylor dijo en octubre de 2020  "Emitir mis críticas sin atribución obligó al Presidente a responderlas directamente por sus méritos o no hacerlo, en lugar de crear distracciones a través de insultos mezquinos e insultos. Quería que la atención se centrara en los propios argumentos".

### Google
En septiembre de 2019, Taylor fue contratado por Google como director de asuntos gubernamentales y política pública con el título de Jefe de Compromiso de Política de Seguridad Nacional. Más tarde fue ascendido para dirigir la estrategia de seguridad y tecnología avanzada de Google. Alrededor de la misma época, también se convirtió en miembro sénior del Centro McCrary para la Seguridad de Infraestructuras Cibernéticas y Críticas de la Universidad de Auburn y miembro del Consejo de Relaciones Exteriores.

### La oposición pública a la administración Trump
En agosto de 2020, Taylor se tomó una licencia en Google para apoyar la campaña presidencial de Joe Biden. Hizo un anuncio para Republican Voters Against Trump, denunciando a Trump y apoyando a Biden en las elecciones presidenciales de 2020. En agosto, Taylor también escribió un artículo de opinión para The Washington Post; la columnista Jennifer Rubin dijo que el artículo de opinión "añade detalles a lo que sólo podíamos suponer que era la historia detrás de los caóticos despliegues políticos" y que el anuncio que publicó "puede ser el más convincente del ciclo electoral de 2020". Al día siguiente, Taylor apareció en múltiples programas de noticias y análisis diciendo que otros exmiembros de la administración Trump estaban considerando hablar de manera similar. El 24 de agosto, Taylor confirmó a NBC News que estaba cofundando, junto con otros dos funcionarios republicanos no identificados, la Alianza Política Republicana para la Integridad y la Reforma (REPAIR, por sus siglas en inglés), un grupo cuyo objetivo es oponerse a la reelección de Trump y reformar el Partido Republicano tras las elecciones de 2020.
La periodista Judy Woodruff preguntó a Taylor en una entrevista de PBS NewsHour por qué había hablado cuando lo hizo y no inmediatamente después de dejar la administración. Taylor respondió,

If I had come out and talked about Donald Trump a year ago, when I left the administration, he's a master of distraction. He would have buried it within a day, and it wouldn't have mattered to voters. But, right now, American voters are reviewing the president's resume...so, I think there's no more important time for me or other ex-Trump officials to come out and actually talk about what the experience was inside the administration and what kind of man sits behind the Resolute Desk in the Oval Office.

Los ataques de Taylor contra Trump fueron extensos. Entre otras anécdotas, reveló que Trump estaba demasiado distraído para prestar atención a las sesiones informativas de los servicios de inteligencia, que Trump rechazó las recomendaciones internas para castigar a Moscú por su injerencia en los asuntos de Estados Unidos, y que Trump quería cambiar Puerto Rico por Groenlandia porque estaba "sucio y la gente era pobre". Taylor también dijo que Trump trató de bloquear la ayuda de emergencia para las víctimas de los incendios forestales de California porque era un estado demócrata, y que Trump le dijo a su secretario de seguridad nacional que recibiera órdenes de marcha del presentador de un programa de televisión por cable Lou Dobbs.
En septiembre de 2020, Taylor reveló a The Lincoln Project que antes de renunciar al DHS, un asesor presidencial de alto nivel le habló de una lista de órdenes ejecutivas que se ha preparado en caso de que el presidente Trump gane un segundo mandato, que Taylor alega que son órdenes consideradas inaceptables durante una presidencia de primer mandato, ya que podrían perjudicar las posibilidades de reelección del presidente. Más tarde, el reportero de BuzzFeed Hamed Aleaziz concluyó que Taylor estaba insinuando que Stephen Miller era ese asesor presidencial de alto nivel, y The Guardian reiteró esta afirmación e informó que el biógrafo de Miller, Jean Guerrero, advierte sobre una "lista de deseos" suya relacionada con la política de inmigración bajo un segundo mandato de Trump.
Taylor también dijo a las organizaciones de noticias que Trump ordenó a los funcionarios que volvieran a izar las banderas estadounidenses cuando se bajaron en honor al senador John McCain, que Trump ignoró deliberadamente las advertencias sobre el aumento del terrorismo doméstico por razones políticas. Taylor también estuvo entre los que aparecieron en un especial que se emitió en CNN en octubre de 2020, titulado "The Insiders: Una advertencia de antiguos funcionarios de Trump". Durante el especial, Taylor criticó el enfoque singular de Trump en la inmigración, especialmente en el muro fronterizo, diciendo que su "enfoque de muro o nada para gobernar significó que el presidente ignoró algunas de las amenazas más críticas a la seguridad nacional de nuestro país, los desafíos de ciberseguridad, la lucha contra el terrorismo, los desastres artificiales y naturales, y la interferencia extranjera en nuestra democracia."
En junio de 2021, Taylor tuiteó que se presentaría a las elecciones presidenciales de 2024 como independiente si Trump ganaba la nominación republicana. El plan es dividir el voto conservador para negar la victoria a Trump. En una entrevista con MSNBC el mismo mes, Taylor declaró que "la amenaza número uno a la seguridad nacional que he visto en mi vida para la democracia de este país es el partido en el que estoy: el Partido Republicano. Es la amenaza número uno para la seguridad nacional de los Estados Unidos de América", situando a su partido por encima de "ISIS, Al Qaeda y Rusia". También declaró que si el líder de la minoría de la Cámara de Representantes, Kevin McCarthy (un republicano), se convirtiera en presidente de la Cámara, representaría "la mano de Trump en ese mazo de presidente."

### Carrera más tardía
Taylor se convirtió en colaborador habitual de la CNN en agosto de 2020. Tras la derrota de Trump frente a Biden, Taylor dejó su puesto en Google, pero siguió apareciendo en CNN mientras trabajaba en otros proyectos.
A raíz de la decisión de mayo de 2021 de los republicanos de la Cámara de Representantes de destituir a la representante Liz Cheney como presidenta de la conferencia por su oposición a Trump, Taylor y Evan McMullin organizaron un grupo de más de 150 republicanos -entre los que se encontraban antiguos gobernadores, senadores, congresistas, secretarios del gabinete y líderes del partido- para emitir "Un llamamiento a la renovación americana" amenazando con formar un tercer partido si el Partido Republicano no se reformaba.
En junio de 2021, Taylor y McMullin lanzaron una nueva organización, el Renew America Movement. El objetivo declarado de la organización es reclutar candidatos en las elecciones de 2022 para desafiar a los candidatos que siguen apoyando a Trump.

## Vida personal
Taylor es miembro del Partido Republicano de toda la vida. Hizo una donación a la campaña de Barack Obama en las elecciones presidenciales de 2008; según Taylor, estaba "apostando por John McCain... [pero] quería poder decir a [sus] hijos que ... [apoyó al primer presidente negro de Estados Unidos".

## Artículos
- «I Am Part of the Resistance Inside the Trump Administration». 5 de septiembre de 2018.[50]
- Anónimo (2019), Un Aviso. Nueva York: Hachette.[51]
- "Por qué soy ya no 'Anónimo'". Medio. 28 de octubre de 2020.[2]